# Montry
Montry est une commune française située dans le département de Seine-et-Marne en région Île-de-France.

## Géographie

### Localisation
La ville est située à 2 km au sud-est d'Esbly et à 12 km au sud-ouest de Meaux sur la rive gauche du Grand Morin.

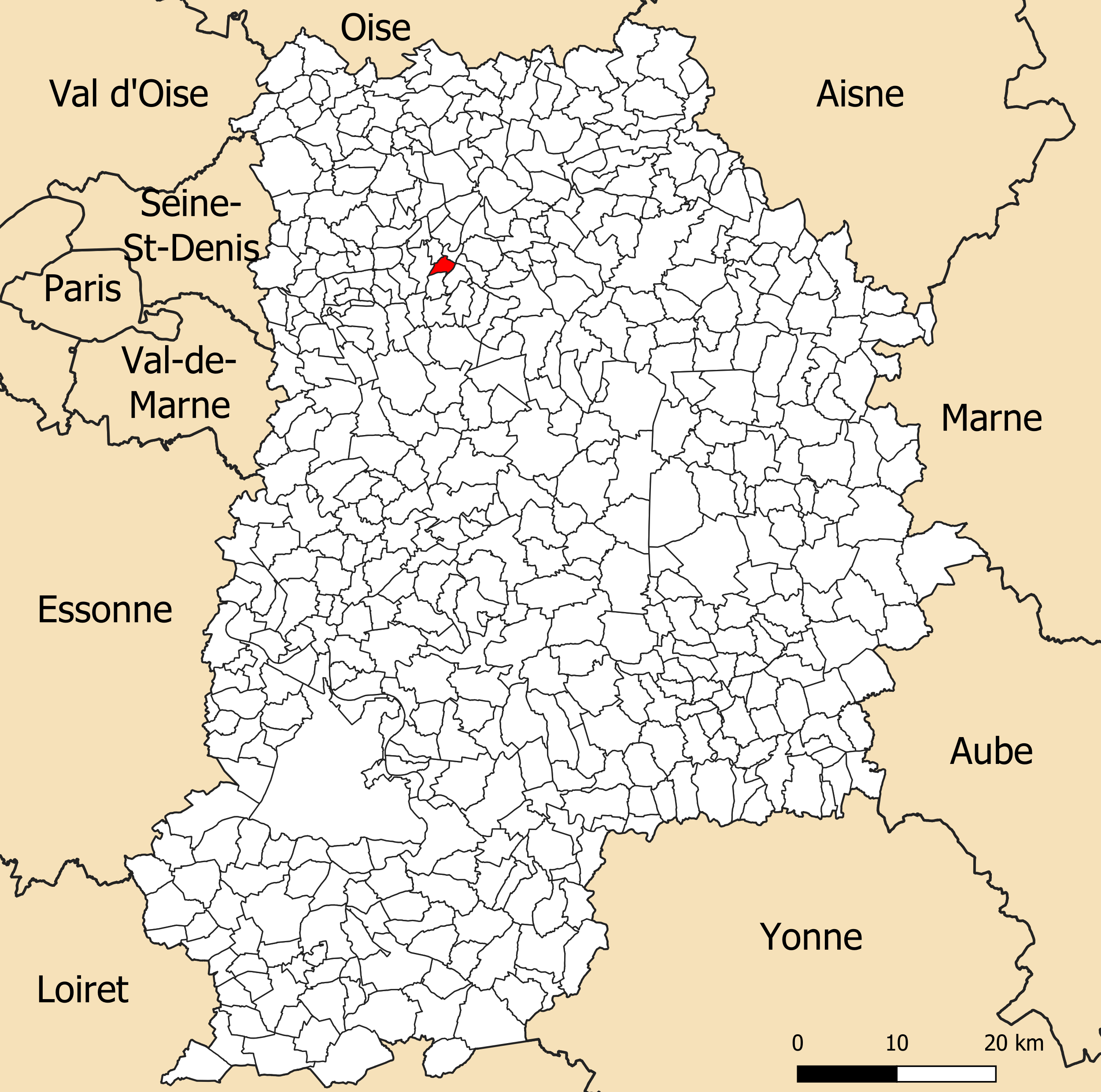
Localisation dans le département de Seine-et-Marne.

### Communes limitrophes
| Esbly    | Condé-Sainte-Libiaire | Couilly-Pont-aux-Dames  |
| Coupvray | Montry                |                         |
|          | Magny-le-Hongre       | Saint-Germain-sur-Morin |

### Hydrographie

#### Réseau hydrographique

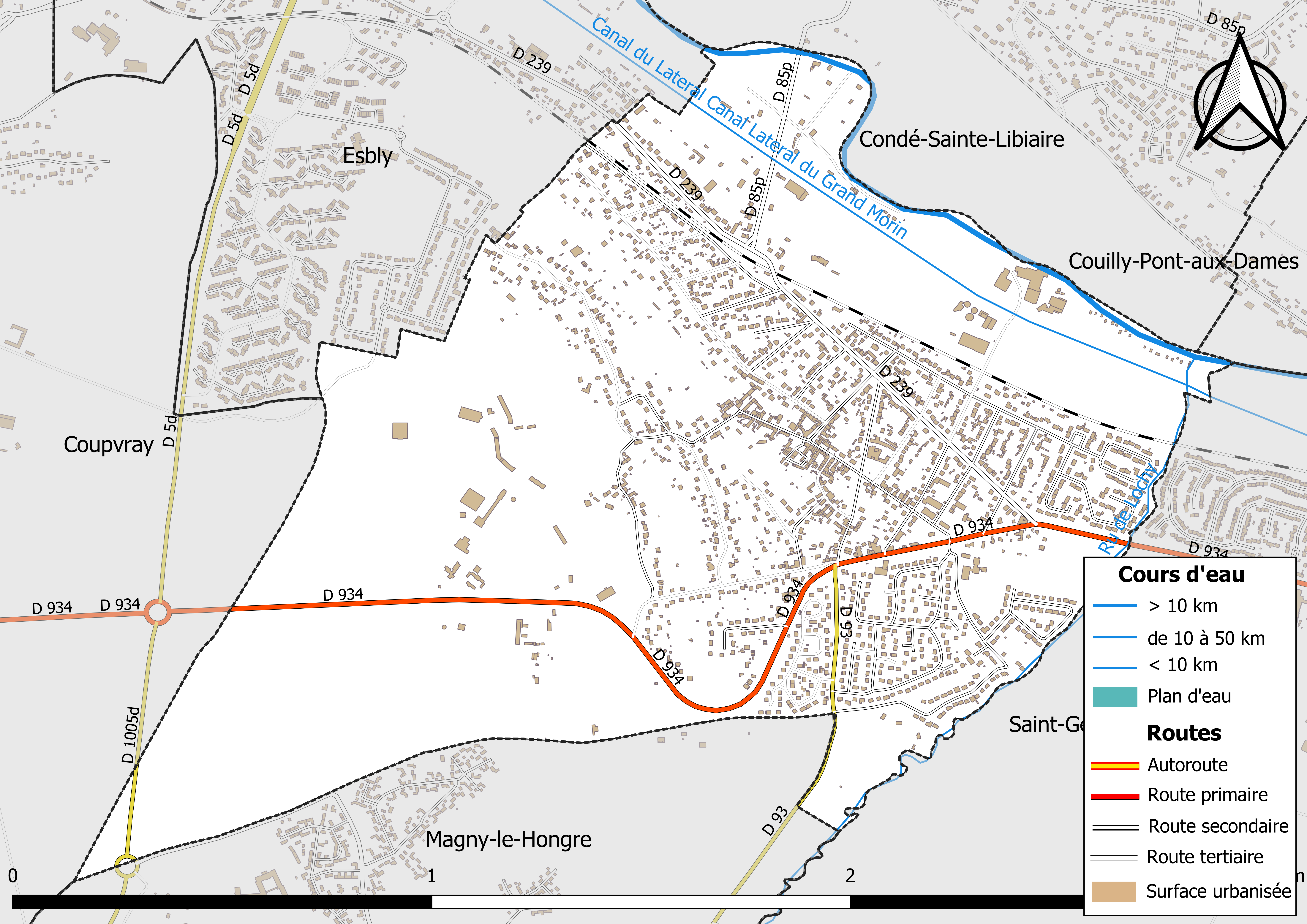
Carte des réseaux hydrographique et routier de Montry.

Le réseau hydrographique de la commune se compose de trois cours d'eau référencés :

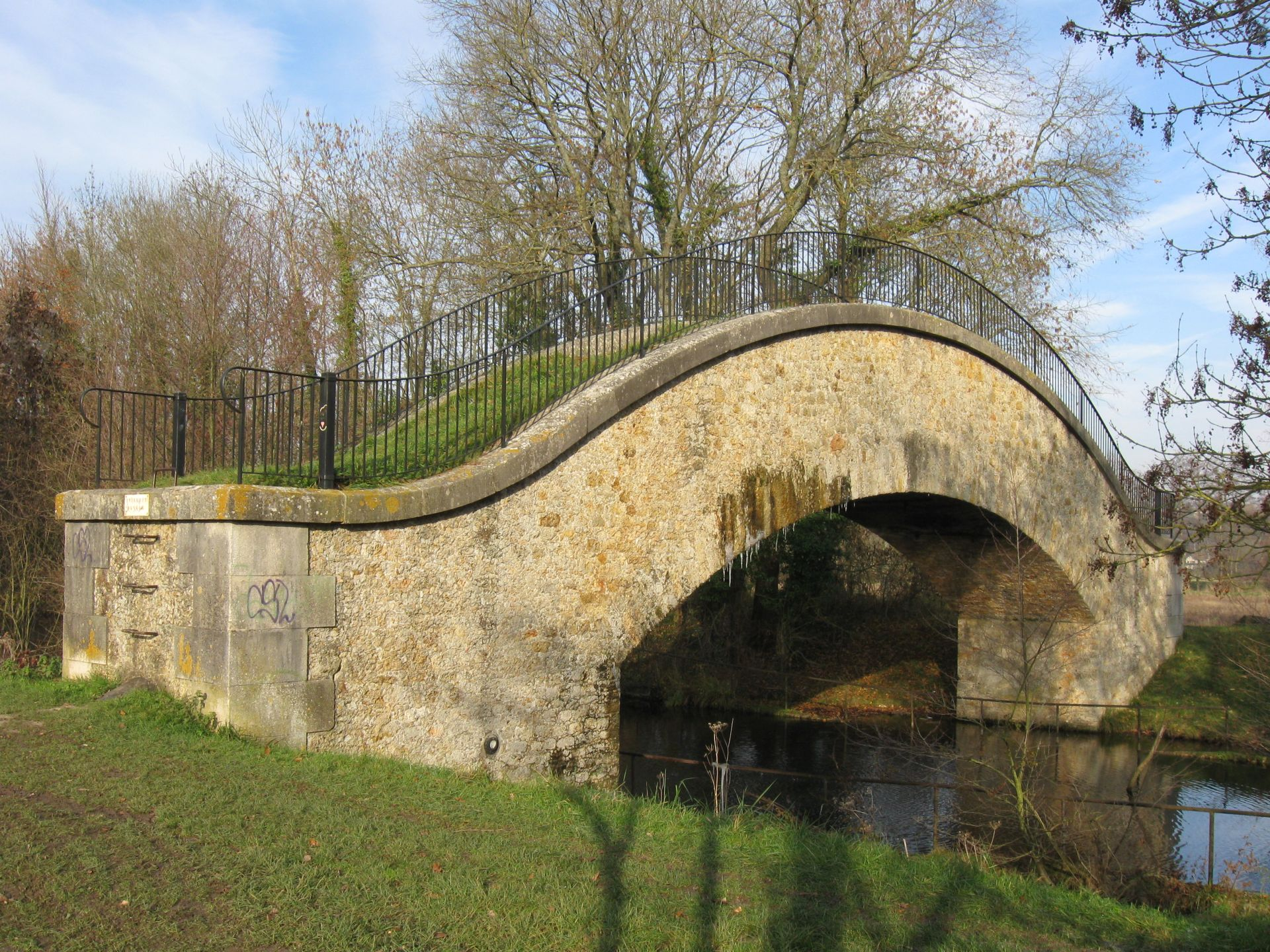
L'aqueduc de la Dhuis franchissant le canal latéral du Grand Morin.

- la rivière le Grand Morin, longue de 118,16 km[1], affluent en rive gauche de la Marne, qui borne la commune au nord ; 
  - le ru de Lochy, 3,68 km[2], affluent du Grand Morin, à l'est.
- le canal latéral du Grand Morin, 3,37 km[3], destiné autrefois à alimenter le canal de Chalifert.

Par ailleurs, son territoire est également traversé par l'aqueduc de la Dhuis du nord-est au sud-ouest ;
La longueur totale des cours d'eau sur la commune est de 4,82 km.

#### Gestion des cours d'eau
Afin d’atteindre le bon état des eaux imposé par la Directive-cadre sur l'eau du 23 octobre 2000, plusieurs outils de gestion intégrée s’articulent à différentes échelles : le SDAGE, à l’échelle du bassin hydrographique, et le SAGE, à l’échelle locale. Ce dernier fixe les objectifs généraux d’utilisation, de mise en valeur et de protection quantitative et qualitative des ressources en eau superficielle et souterraine. Le département de Seine-et-Marne est couvert par six SAGE, au sein du bassin Seine-Normandie.
La commune fait partie du SAGE « Petit et Grand Morin », approuvé le 21 octobre 2016. Le territoire de ce SAGE comprend les bassins du Petit Morin (630 km2) et du Grand Morin (1 185 km2). Le pilotage et l’animation du SAGE sont assurés par le syndicat mixte d'aménagement et de gestion des Eaux (SMAGE) des 2 Morin, qualifié de « structure porteuse ».

### Climat
Pour des articles plus généraux, voir Climat de l'Île-de-France et Climat de Seine-et-Marne.
En 2010, le climat de la commune est de type climat océanique dégradé des plaines du Centre et du Nord, selon une étude du CNRS s'appuyant sur une série de données couvrant la période 1971-2000. En 2020, Météo-France publie une typologie des climats de la France métropolitaine dans laquelle la commune est exposée à un climat océanique altéré et est dans la région climatique Nord-est du bassin Parisien, caractérisée par un ensoleillement médiocre, une pluviométrie moyenne régulièrement répartie au cours de l’année et un hiver froid (3 °C).
Pour la période 1971-2000, la température annuelle moyenne est de 11,5 °C, avec une amplitude thermique annuelle de 15,2 °C. Le cumul annuel moyen de précipitations est de 709 mm, avec 10,8 jours de précipitations en janvier et 7,8 jours en juillet. Pour la période 1991-2020, la température moyenne annuelle observée sur la station météorologique la plus proche, située sur la commune de Torcy à 14 km à vol d'oiseau, est de 12,1 °C et le cumul annuel moyen de précipitations est de 716,4 mm,. Pour l'avenir, les paramètres climatiques de la commune estimés pour 2050 selon différents scénarios d'émission de gaz à effet de serre sont consultables sur un site dédié publié par Météo-France en novembre 2022.

### Milieux naturels et biodiversité
Aucun espace naturel présentant un intérêt patrimonial n'est recensé sur la commune dans l'inventaire national du patrimoine naturel,,.

## Urbanisme

### Typologie
Au 1er janvier 2024, Montry est catégorisée ceinture urbaine, selon la nouvelle grille communale de densité à sept niveaux définie par l'Insee en 2022.
Elle appartient à l'unité urbaine de Bailly-Romainvilliers, une agglomération intra-départementale regroupant quatorze  communes, dont elle est une commune de la banlieue,,. Par ailleurs la commune fait partie de l'aire d'attraction de Paris, dont elle est une commune de la couronne,. Cette aire regroupe 1 929 communes,.

### Lieux-dits et écarts
La commune compte 32 lieux-dits administratifs répertoriés consultables ici (source : le fichier Fantoir).

### Occupation des sols
L'occupation des sols de la commune, telle qu'elle ressort de la base de données européenne d’occupation biophysique des sols Corine Land Cover (CLC), est marquée par l'importance des territoires artificialisés (68,4 % en 2018), en augmentation par rapport à 1990 (40,1 %). La répartition détaillée en 2018 est la suivante : 
zones urbanisées (56,1% ), terres arables (26% ), espaces verts artificialisés, non agricoles (12,3% ), forêts (4% ), prairies (1,7 %).
Parallèlement, L'Institut Paris Région, agence d'urbanisme de la région Île-de-France, a mis en place un inventaire numérique de l'occupation du sol de l'Île-de-France, dénommé le MOS (Mode d'occupation du sol), actualisé régulièrement depuis sa première édition en 1982. Réalisé à partir de photos aériennes, le Mos distingue les espaces naturels, agricoles et forestiers mais aussi les espaces urbains (habitat, infrastructures, équipements, activités économiques, etc.) selon une classification pouvant aller jusqu'à 81 postes, différente de celle de Corine Land Cover,,. L'Institut met également à disposition des outils permettant de visualiser par photo aérienne l'évolution de l'occupation des sols de la commune entre 1949 et 2018.

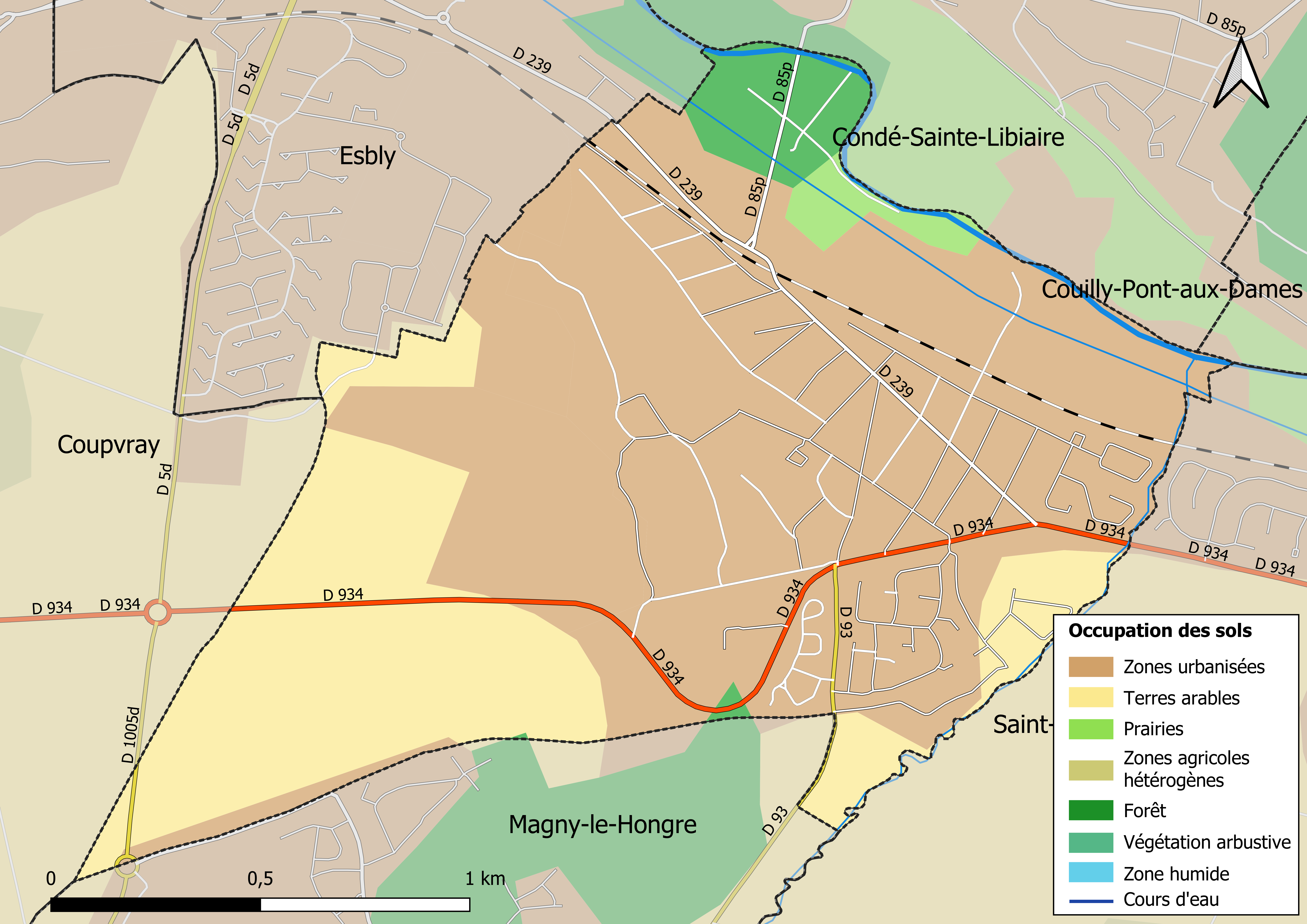
Carte des infrastructures et de l'occupation des sols en 2018 (CLC) de la commune.
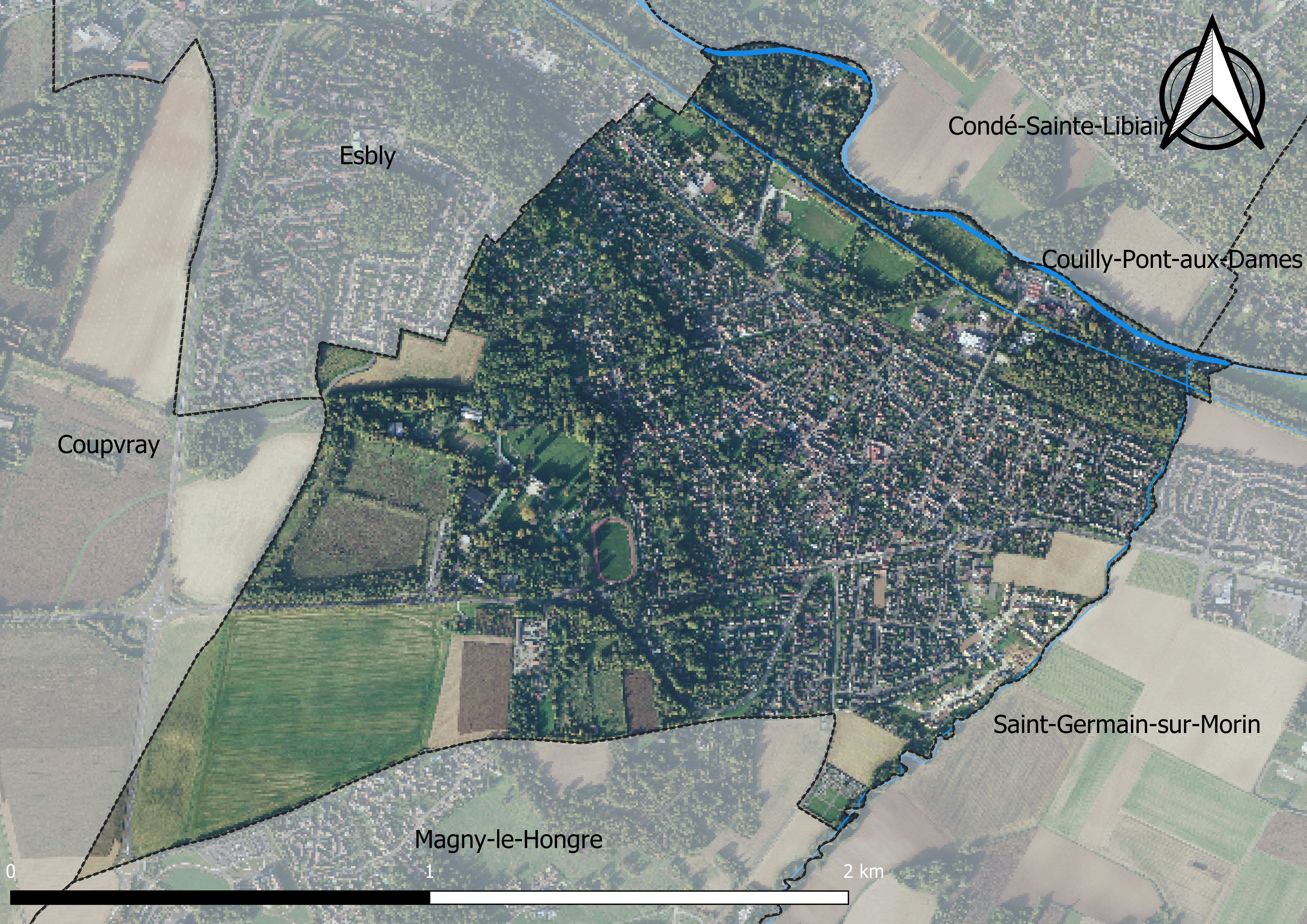
Carte orhophotogrammétrique de la commune.

### Planification
La commune disposait en 2019 d'un plan local d'urbanisme approuvé. Un plan local d'urbanisme intercommunal couvrant le territoire de la communauté de communes des Deux Morin, prescrit le 28 juin 2018, était en élaboration,. Le zonage réglementaire et le règlement associé peuvent être consultés sur le Géoportail de l'urbanisme.

### Logement
En 2016, le nombre total de logements dans la commune était de 1 553 dont 82,9 % de maisons et 16,2 % d’appartements.
Parmi ces logements, 91,2 % étaient des résidences principales, 2,3 % des résidences secondaires et 6,5 % des logements vacants.
La part des ménages propriétaires de leur résidence principale s’élevait à 81,7 % contre 16,2 % de locataires, dont 1,3 % de logements HLM loués vides (logements sociaux) et 2,1 % logés gratuitement.

### Intercommunalité
Montry fait partie de Val d'Europe Agglomération avec 9 autres communes.
Elle s'y est rattachée en 2020, en faisant le choix de quitter son ancienne intercommunalité avec les communes d'Esbly et Saint-Germain-sur-Morin, après Villeneuve-le-Comte et Villeneuve-Saint-Denis en 2018.
Les 5 communes historiques de l'intercommunalité sont Chessy, Serris, Coupvray, Bailly-Romainvilliers et Magny-le-Hongre.

Auparavant, la commune faisait partie de la communauté de communes du Pays Créçois, de 2013 à 2020.

Logo de Val d'Europe Agglomération.
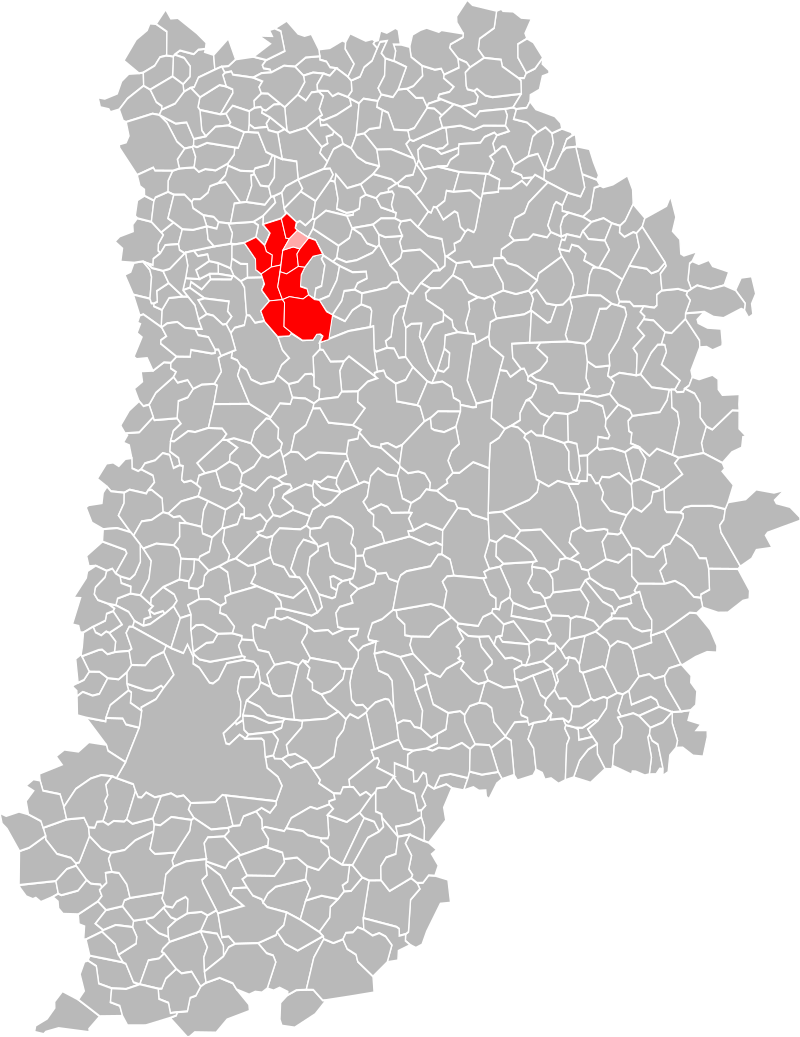
Localisation de Montry au sein de Val d'Europe Agglomération.

### Voies de communications et transports

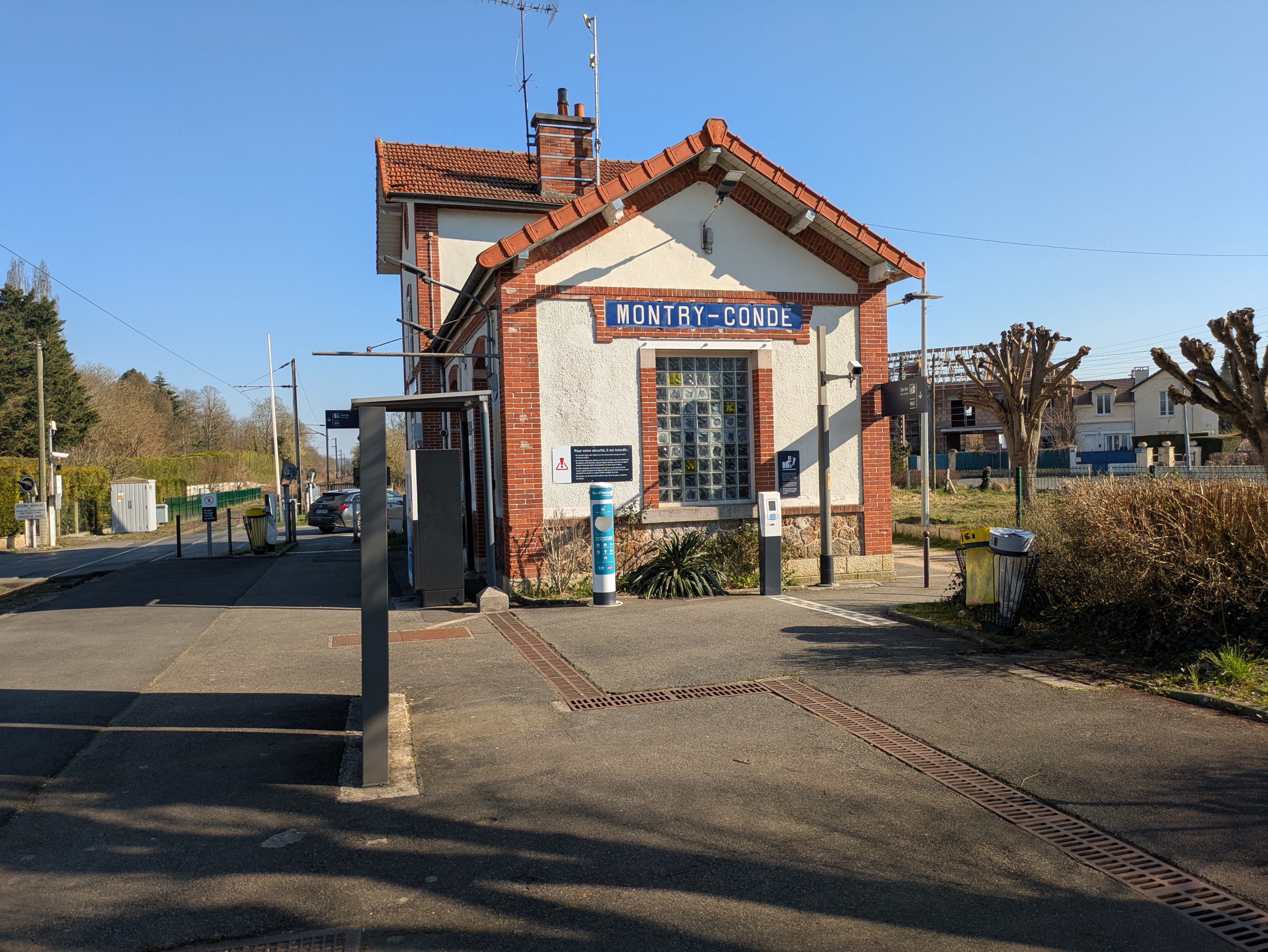
Gare de Montry - Condé.

#### Voies routières
La commune est traversée par la route nationale no 34 de Paris à Vitry-le-François ; la route départementale no 34 de Montry à Esbly ; le chemin de grande communication no 93 de Serris à Esbly.

#### Transports communaux
La commune est desservie par la gare de Montry - Condé, sur la ligne Esbly - Crécy-la-Chapelle, actuelle ligne 14 du tramway. La gare est située près de l’allée de Condé.
Montry est aussi desservie par les lignes 14, 12, 60 et 19 du réseau de bus Meaux et Ourcq.

## Toponymie
- De « mons Erici » ou « mons Hairici », appellation d’origine saxonne ou franque  signifiant, montagne d’Eric[réf. nécessaire].
- Montericus, Monthery, Montry[31].

## Histoire

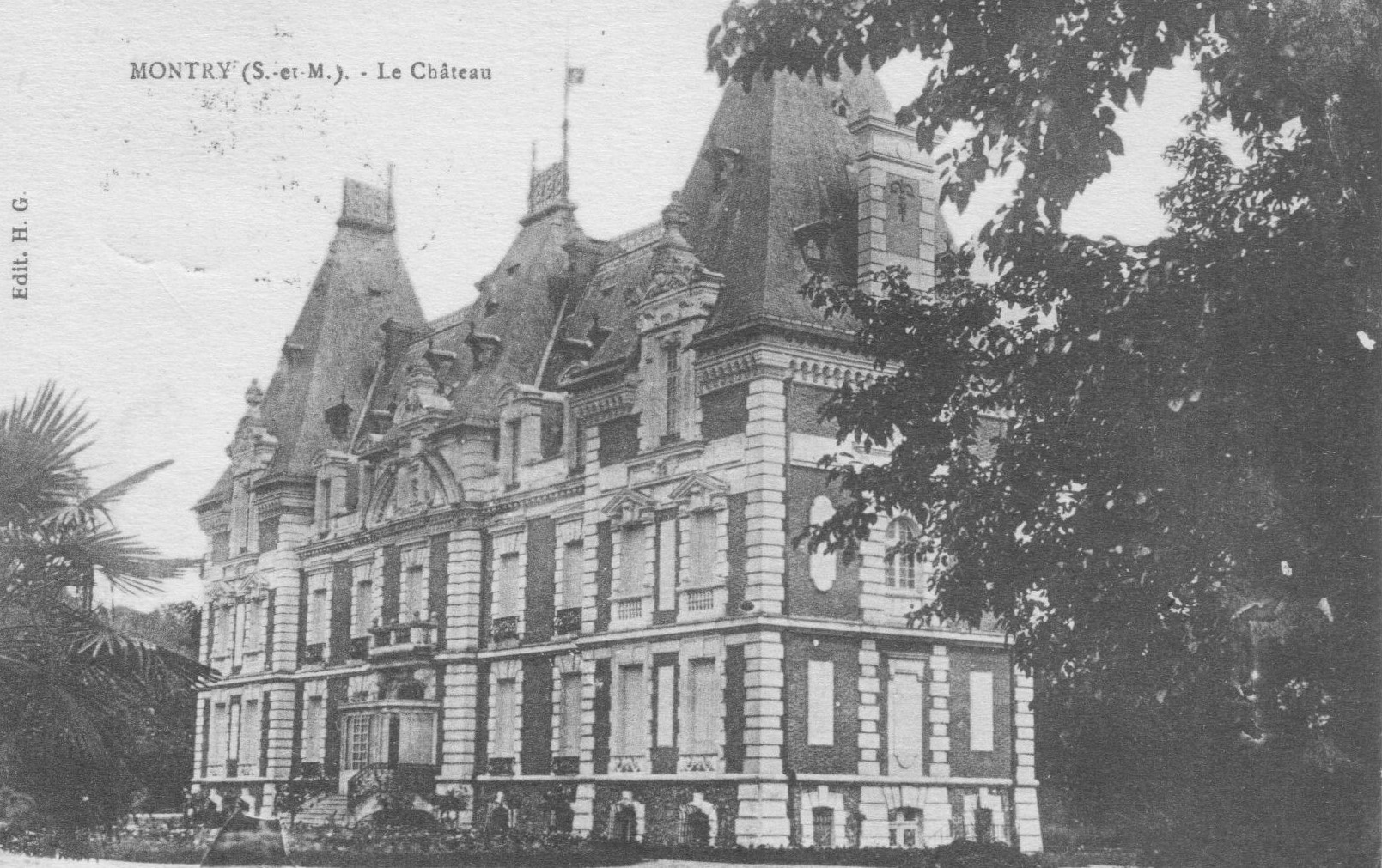
Le château des Hautes-Maisons en 1900.

Les premiers documents font mention d'un lieu nommé Mons Erici ou Mons Hairici, appellations d'origine franque ou saxonne signifiant « la montagne d'Erick ». Une charte de 847, traitant des biens appartenant à l'abbaye de Saint-Denis, situés à l'entour de Paris fait mention d'un lieu appelé Montericus qui ne serait autre que Montry. Simple hameau dépendant à l'origine de la paroisse de Couilly, puis à partir de 1109 de Saint-Germain les Couilly, Montry fut doté d'une église dont la construction débuta en 1134, et érigée en paroisse par l'évêque de Meaux en 1185.
Le village est dominé par le château des Hautes-Maisons (du XVe siècle, détruit par un incendie et reconstruit entre 1587 et 1591, puis restauré entre 1883 et 1885), qui appartenait depuis le XVIe siècle à la famille de Reilhac. Jules Favre et Otto von Bismarck y eurent une entrevue le 18 septembre 1870, continuée le lendemain par les conférences de Ferrières, qui s'avérèrent rétrospectivement inutiles. Bismarck et Favre se rencontrèrent initialement dans une maison de l'entrée du village, la maison de l'Octroi (la petite maison située entre la RN 34 et la rue Pascal, face à la route de Magny) appartenant au cultivateur Happert, qui était un ancien carabinier. Devant l'état de délabrement de la maison, Bismarck demanda une demeure plus convenable. et tous montèrent vers le château des Hautes-Maisons, en laissant le prince de Lynar garder la maison de Happert car celle-ci ne fermait plus. Les discussions exactes ne furent pas rapportées, si ce n'est l'inquiétude de Bismarck qui en oublia son pistolet, qui fut récupéré et encadré par le comte de Reilhac.
En 1940, le château des Hautes-Maisons accueille pendant quelques mois le Grand quartier général des forces terrestres françaises et devient ainsi l'un des trois états-majors alliés.

## Politique et administration

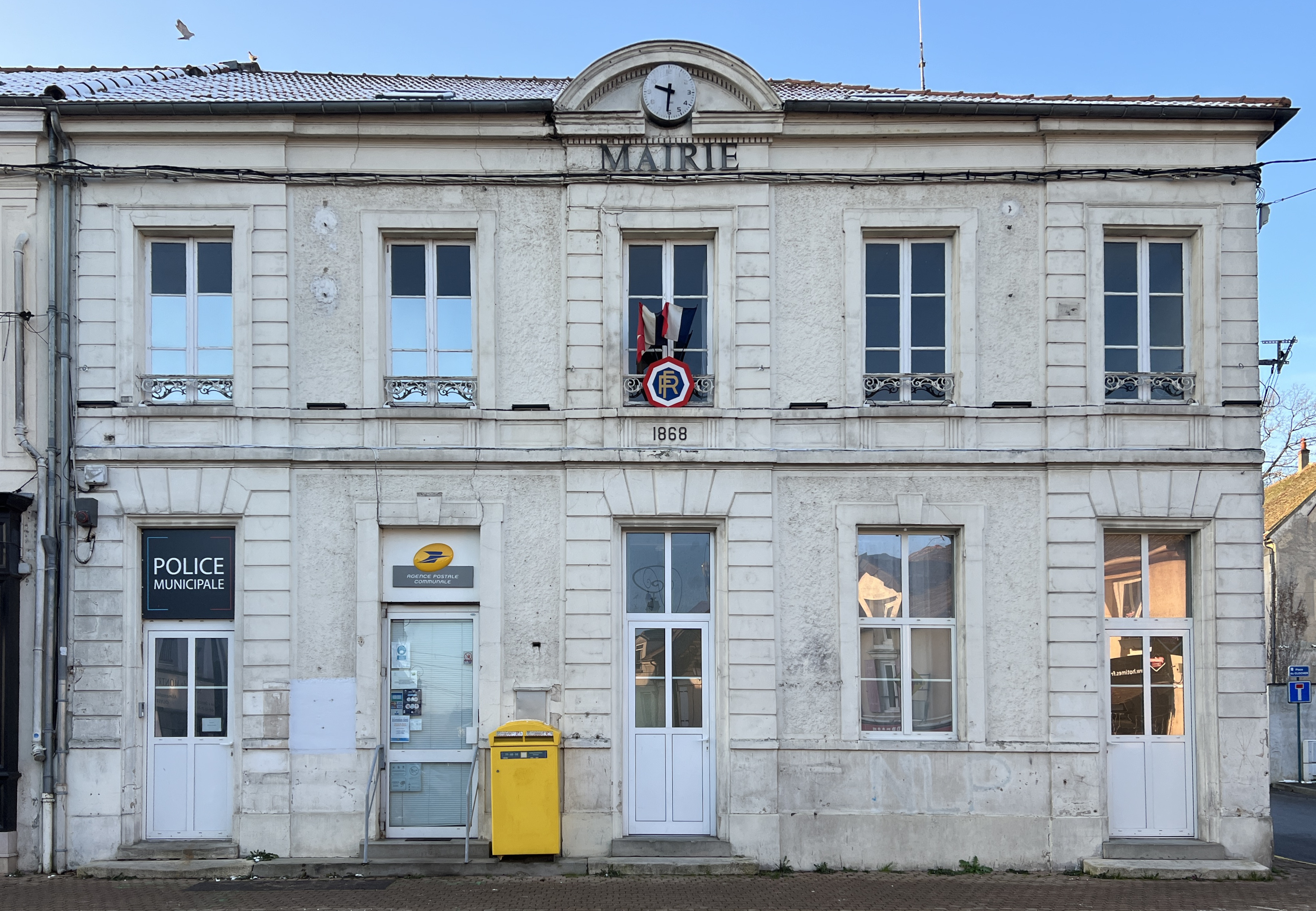
Ancienne mairie.

### Liste des maires
| Période                                  | Période               | Identité              | Étiquette | Qualité                                                    |
| ---------------------------------------- | --------------------- | --------------------- | --------- | ---------------------------------------------------------- |
| Les données manquantes sont à compléter. |                       |                       |           |                                                            |
| octobre 1947                             | mars 1977             | André Robert          |           |                                                            |
| mars 1977                                | mars 1983             | Louis Le Guinio       |           |                                                            |
| mars 1983                                | mars 1989             | Albert Bayart         |           | Retraité SNCF                                              |
| mars 1989                                | 1992                  | Gérard Arlen          | RPR       | Directeur de CREPS                                         |
| 1992                                     | juin 1995             | Jean-Claude Lavalloir |           |                                                            |
| juin 1995                                | 1998                  | Jacques Marchadier    |           |                                                            |
| 1998                                     | mars 2008             | Danièle Carrez        | MPF       | Cadre en assurances retraitée                              |
| mars 2008                                | mars 2014             | Alain Sueur           | DVG       | Économiste en bâtiments                                    |
| mars 2014                                | juin 2015 (démission) | Michel Camus          | DVG       | Directeur technique retraité                               |
| juillet 2015                             | En cours              | Françoise Schmit      | SE-DVD    | Retraitée 6e vice-présidente de Val d'Europe Agglomération |

### Jumelages
La commune de Montry n'est jumelée avec aucune autre commune.

### Politique environnementale
Projet du Parc Naturel Régional de la Brie et des Deux Morin
La commune de Montry rentre dans le périmètre du projet de parc naturel régional de la Brie et des deux Morin qui doit devenir, d’ici à quelques années, le 5e parc naturel régional (PNR) d’Île-de-France.
Il s’agit d’aménager le territoire de façon équilibrée et durable, d’affirmer un développement économique maîtrisé, s’appuyant en premier lieu sur les ressources et les filières locales, et de mettre en valeur les patrimoines et l’identité rurale. Ce projet s’inscrit dans le cadre du Schéma directeur de la région (Sdrif), outil d’aménagement et de planification territoriale à l’horizon 2030.

## Équipements et services

### Eau et assainissement
L’organisation de la distribution de l’eau potable, de la collecte et du traitement des eaux usées et pluviales relève des communes. La loi NOTRe de 2015 a accru le rôle des EPCI à fiscalité propre en leur transférant cette compétence. Ce transfert devait en principe être effectif au 1er janvier 2020, mais la loi Ferrand-Fesneau du 3 août 2018 a introduit la possibilité d’un report de ce transfert au 1er janvier 2026,.

#### Assainissement des eaux usées
En 2020, la gestion du service d'assainissement collectif de la commune de Montry est assurée par Val d'Europe Agglomération (CAVEA) pour la collecte, le transport et la dépollution,,.
L’assainissement non collectif (ANC) désigne les installations individuelles de traitement des eaux domestiques qui ne sont pas desservies par un réseau public de collecte des eaux usées et qui doivent en conséquence traiter elles-mêmes leurs eaux usées avant de les rejeter dans le milieu naturel. Le Syndicat mixte d'assainissement du Nord-Est  (SIANE) assure pour le compte de la commune le service public d'assainissement non collectif (SPANC), qui a pour mission de vérifier la bonne exécution des travaux de réalisation et de réhabilitation, ainsi que le bon fonctionnement et l’entretien des installations,.

#### Eau potable
En 2020, l'alimentation en eau potable est assurée par Val d'Europe Agglomération (CAVEA) qui en a délégué la gestion à la SAUR, dont le contrat expire le 31 décembre 2028,.
Les nappes de Beauce et du Champigny sont classées en zone de répartition des eaux (ZRE), signifiant un déséquilibre entre les besoins en eau et la ressource disponible. Le changement climatique est susceptible d’aggraver ce déséquilibre. Ainsi afin de renforcer la garantie d’une distribution d’une eau de qualité en permanence sur le territoire du département, le troisième Plan départemental de l’eau signé, le 3 octobre 2017, contient un plan d’actions afin d’assurer avec priorisation la sécurisation de l’alimentation en eau potable des Seine-et-Marnais. A cette fin a été préparé et publié en décembre 2020 un schéma départemental d’alimentation en eau potable de secours dans lequel huit secteurs prioritaires sont définis. La commune fait partie du secteur Meaux.

## Population et société

### Démographie
L'évolution du nombre d'habitants est connue à travers les recensements de la population effectués dans la commune depuis 1793. Pour les communes de moins de 10 000 habitants, une enquête de recensement portant sur toute la population est réalisée tous les cinq ans, les populations de référence des années intermédiaires étant quant à elles estimées par interpolation ou extrapolation. Pour la commune, le premier recensement exhaustif entrant dans le cadre du nouveau dispositif a été réalisé en 2007.

En 2022, la commune comptait 3 872 habitants, en évolution de +7,5 % par rapport à 2016 (Seine-et-Marne : +3,92 %, France hors Mayotte : +2,11 %).
| 1793 | 1800 | 1806 | 1821 | 1831 | 1836 | 1841 | 1846 | 1851 |
| ---- | ---- | ---- | ---- | ---- | ---- | ---- | ---- | ---- |
| 421  | 430  | 455  | 388  | 425  | 438  | 416  | 410  | 409  |

| 1856 | 1861 | 1866 | 1872 | 1876 | 1881 | 1886 | 1891 | 1896 |
| ---- | ---- | ---- | ---- | ---- | ---- | ---- | ---- | ---- |
| 364  | 405  | 412  | 411  | 411  | 416  | 446  | 450  | 446  |

| 1901 | 1906 | 1911 | 1921 | 1926 | 1931 | 1936 | 1946 | 1954 |
| ---- | ---- | ---- | ---- | ---- | ---- | ---- | ---- | ---- |
| 454  | 495  | 480  | 527  | 637  | 822  | 854  | 838  | 955  |

| 1962  | 1968  | 1975  | 1982  | 1990  | 1999  | 2006  | 2007  | 2012  |
| ----- | ----- | ----- | ----- | ----- | ----- | ----- | ----- | ----- |
| 1 005 | 1 224 | 2 288 | 2 625 | 2 781 | 3 066 | 3 227 | 3 237 | 3 398 |

| 2017  | 2022  | - | - | - | - | - | - | - |
| ----- | ----- | - | - | - | - | - | - | - |
| 3 631 | 3 872 | - | - | - | - | - | - | - |

## Économie

### Revenus de la population et fiscalité
Le nombre de ménages fiscaux en 2016 était de 1 375 (dont 73 % imposés) représentant 3 542 personnes et la  médiane du revenu disponible par unité de consommation  de 25 462 €.

### Emploi
En 2017 , le nombre total d’emplois dans la zone était de 515, occupant 1 691 actifs  résidants.
Le taux d'activité de la population (actifs ayant un emploi) âgée de 15 à 64 ans s'élevait à 72,8 % contre un taux de chômage de 6,3 %. 
Les 20,9 % d’inactifs se répartissent de la façon suivante : 11,9 % d’étudiants et stagiaires non rémunérés, 5 % de retraités ou préretraités et 4 % pour les autres inactifs.

### Secteurs d'activité

#### Entreprises et commerces
En 2018, le nombre d'établissements actifs était de 243 dont 9 dans l’industrie manufacturière, industries extractives et autres, 59 dans la construction, 63 dans le commerce de gros et de détail, transports, hébergement et restauration,9 dans l’Information et communication, 4 dans les activités financières et d'assurance, 11 dans les activités immobilières, 46 dans les activités spécialisées, scientifiques et techniques et activités de services administratifs et de soutien, 21 dans l’administration publique, enseignement, santé humaine et action sociale et 21  étaient relatifs aux autres activités de services.
En 2019, 45 entreprises ont été créées sur le territoire de la commune, dont 35 individuelles.
Au 1er janvier 2021, la commune ne disposait pas d’hôtel et de terrain de camping.

#### Agriculture
Montry est dans la petite région agricole dénommée les « Vallées de la Marne et du Morin », couvrant les vallées des deux rivières, en limite de la Brie. En 2010, l'orientation technico-économique de l'agriculture sur la commune est la culture de céréales et d'oléoprotéagineux (COP).
Si la productivité agricole de la Seine-et-Marne se situe dans le peloton de tête des départements français, le département enregistre un double phénomène de disparition des terres cultivables (près de 2 000 ha par an dans les années 1980, moins dans les années 2000) et de réduction d'environ 30 % du nombre d'agriculteurs dans les années 2010. Cette tendance se retrouve au niveau de la commune où le nombre d’exploitations est passé de 3 en 1988 à 1 en 2010. Parallèlement, la taille de ces exploitations augmente, passant de 50 ha en 1988 à 77 ha en 2010.
Le tableau ci-dessous présente les principales caractéristiques des exploitations agricoles de Montry, observées sur une période de 22 ans : 
|                                      | 1988 | 2000 | 2010 |
| ------------------------------------ | ---- | ---- | ---- |
| Dimension économique,                |      |      |      |
| Nombre d’exploitations (u)           | 3    | 2    | 1    |
| Travail (UTA)                        | 3    | 3    | 2    |
| Surface agricole utilisée (ha)       | 149  | 153  | 77   |
| Cultures                             |      |      |      |
| Terres labourables (ha)              | 140  | s    | s    |
| Céréales (ha)                        | s    | s    | s    |
| dont blé tendre (ha)                 | s    | s    | s    |
| dont maïs-grain et maïs-semence (ha) | s    | s    | s    |
| Tournesol (ha)                       | 0    |      |      |
| Colza et navette (ha)                | s    | s    | s    |
| Élevage                              |      |      |      |
| Cheptel (UGBTA)                      | 23   | 16   | 0    |

## Culture locale et patrimoine

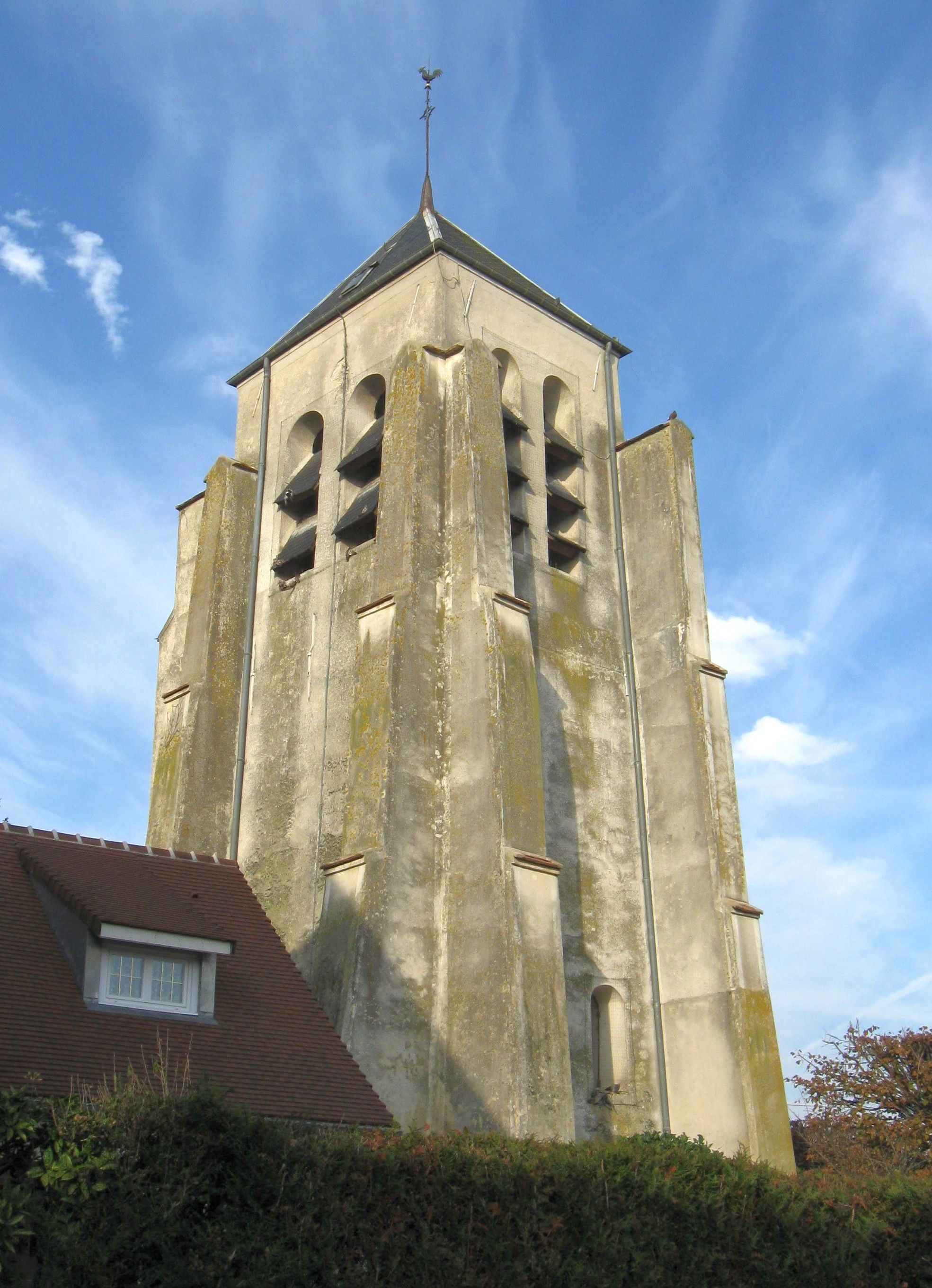
Le clocher, vestige de l'église disparue.

### Lieux et monuments
- Le château de Montry, domaine des Hautes Maisons, construction de la fin du XIXe siècle (style Louis XIII).

Ancien CREPS (Centre de ressources, d'expertise et de performance sportives), ce château est devenu en 2005 le premier EPIDE (Établissement pour l'insertion dans l'emploi) de France.
Son parc boisé de 42 hectares est un site inscrit.
En 1940, durant l’offensive allemande, le château de Montry devient l'un des trois état-majors alliés, commandé par le général Weygand, en étant transformé en Grand Quartier Général français. Il le restera jusqu'au 8 juin de la même année. De Gaulle, alors encore Colonel, y fut nommé Général.
- Les œuvres de street-art -notamment celles de C215 ou Faith47- initiées par Mehdi Ben Cheikh, propriétaire de la « Galerie Itinerrance », et celle de Andréa Michaelsson dite Btoy qui a peint en 2010 un portrait de Pilote.
- Le sophora japonica dans le parc du château de Montry labellisé arbre remarquable de France en 2017[57].

Cet arbre vieux de plus de 140 ans avait déjà été désigné arbre de l’année d’Île-de-France en 2016. Il ne mesure que dix mètres de haut, mais occupe une surface au sol de 1 000 m2.
En 2019 il apparaît dans le film documentaire Les Arbres Remarquables, un patrimoine à protéger.
- Le clocher de Notre-Dame-de-l'Assomption, reste de l'église construite en 1185 par Simon, l'évêque de Meaux, et qui fut détruite en 1903[58].

### Personnalités liées à la commune
- Alexandre Garbell (1903-1970), peintre de l'École de Paris.
- Andréas Hountondji (2002-), footballeur né à Montry.

### Héraldique
|  | Les armes de la ville se blasonnent ainsi : Écartelé : au premier et au quatrième d'argent au lion d'or, au deuxième et au troisième d'azur à la barre d'argent ; sur le tout d'or à trois besants d'argent ; le tout sommé d'un chef de gueules chargé de trois besants d'argent. |